# بارباریگا
بارباریگا (به ایتالیایی: Barbariga) یک کومونه در ایتالیا است که در استان برشا واقع شده‌است.

## خصوصیات
بارباریگا ۱۱٫۳۴ کیلومترمربع مساحت و ۲٬۴۴۰ نفر جمعیت دارد و ۸۱ متر بالاتر از سطح دریا واقع شده‌است.